# Liste der Jagdhundrassen (JGHV)
Die folgende Liste enthält vom deutschen Jagdgebrauchshundverband (JGHV) anerkannte Rassen von Jagdhunden. Die Rassestandards der Jagdhunde sind bei der FCI hinterlegt. Aus diesem Grund sind hier die Nummern der Standards, die in der Systematik der FCI verwendet werden, jeweils hinter der Rasse angegeben. Die Anerkennung eines Rassehunds als Jagdgebrauchshund durch den JGHV richtet sich jedoch nicht nach der Rasse, sondern nach dem Zuchtverband des Hunds.
Anerkannte Jagdhunde im Sinne des JGHV sind:

„a) im Zuchtbuch eines dem JGHV und VDH angehörenden Zuchtvereins/Verbandes eingetragene Jagdhunde, sowie im VJT (Verein für Jagdteckel) und VJB gezüchtete Hunde (Bestandsschutz)
b) im Ausland gezüchtete Jagdhunde, deren Rasse durch einen zuchtbuchführenden Verein im JGHV vertreten ist und deren Ahnentafel mit dem FCI – Stempel versehen ist.
c) alle von einem Zuchtverein / Verband registrierten und durch den Aufdruck des ‚Sperlingshundes‘ auf dem Registrierpapier qualifizierten Jagdhunde.“

Daneben lässt der JGHV auch Hunderassen zu seinen Leistungsprüfungen zu, die in ihren Herkunftsländern traditionell jagdlich geführt werden. Dazu zählen einige im Klub für Terrier (KfT) gezüchtete Rassen wie Border oder Irish Terrier. Der KfT kann im Gegensatz zu den „anerkannten“ Zuchtverbänden jedoch selbst nicht Mitglied des JGHV werden, da er auch Rassen betreut, die von ihrem ursprünglichen Verwendungszweck her keine Jagdhunde sind (z. B. Yorkshire Terrier) oder in ihren Ursprungsländern nicht mehr jagdlich geführt werden (z. B. Airedale Terrier).

## Kategorien
Jagdhunde im JGHV werden traditionell in 6 Kategorien aufgeteilt.
- Vorstehhunde
- Stöberhunde
- Schweißhunde
- Erdhunde
- Jagende Hunde
- Apportierhunde

Die Erdhunde gehören zur FCI-Gruppe 3, Schweißhunde, Bracken (jagende Hunde) und Meutehunde zur FCI-Gruppe 6, Vorstehhunde bilden die FCI-Gruppe 7, Apportier- und Stöberhunde gehören zur FCI-Gruppe 8.
Eine weitere Kategorie bilden der zu den nordischen Hunden gehörende Laika und der Jämthund in FCI-Gruppe 5, Sektion 2.

## In Deutschland vom JGHV anerkannte Jagdhunderassen
| Rasse                                                           | Standard Nr. | Kategorie, FCI-Systematik        |
| --------------------------------------------------------------- | ------------ | -------------------------------- |
| Deutsch Drahthaar                                               | 98           | Vorstehhund (Gr. 7)              |
| Deutsch Kurzhaar                                                | 119          | Vorstehhund (Gr. 7)              |
| Pudelpointer                                                    | 216          | Vorstehhund (Gr. 7)              |
| Deutsch Stichelhaar                                             | 232          | Vorstehhund (Gr. 7)              |
| Griffon (Griffon Korthals)                                      | 107          | Vorstehhund (Gr. 7)              |
| Drahthaariger Ungarischer Vorstehhund (Drótszőrű magyar vizsla) | 239          | Vorstehhund (Gr. 7)              |
| Barbet                                                          | 105          | Vorstehhund (Gr. 7)              |
| Weimaraner                                                      | 99           | Vorstehhund (Gr. 7)              |
| English Pointer                                                 | 1            | Vorstehhund (Gr. 7)              |
| Kurzhaariger Ungarischer Vorstehhund (Rövidszőrű magyar vizsla) | 57           | Vorstehhund (Gr. 7)              |
| Braque de l’Ariège                                              | 177          | Vorstehhund (Gr. 7)              |
| Braque du Bourbonnais                                           | 179          | Vorstehhund (Gr. 7)              |
| Braque d’Auvergne                                               | 180          | Vorstehhund (Gr. 7)              |
| Braque Français                                                 | 133, 134     | Vorstehhund (Gr. 7)              |
| Braque Saint-Germain                                            | 115          | Vorstehhund (Gr. 7)              |
| Deutsch Langhaar                                                | 117          | Vorstehhund (Gr. 7)              |
| Großer Münsterländer                                            | 118          | Vorstehhund (Gr. 7)              |
| Kleiner Münsterländer                                           | 102          | Vorstehhund (Gr. 7)              |
| English Setter (Laverack Setter)                                | 2            | Vorstehhund (Gr. 7)              |
| Gordon Setter                                                   | 6            | Vorstehhund (Gr. 7)              |
| Irish Red Setter                                                | 120          | Vorstehhund (Gr. 7)              |
| Epagneul Breton                                                 | 95           | Vorstehhund (Gr. 7)              |
| Epagneul Français (Französischer Spaniel)                       | 175          | Vorstehhund (Gr. 7)              |
| Epagneul Bleu de Picardie (Blauer Picardie-Spaniel)             | 106          | Vorstehhund (Gr. 7)              |
| Epagneul de Pont-Audemer                                        | 114          | Vorstehhund (Gr. 7)              |
| English Cocker Spaniel                                          | 5            | Stöberhund (Gr. 8, Sektion 2)    |
| Deutscher Wachtelhund                                           | 104          | Stöberhund (Gr. 8, Sektion 2)    |
| English Springer Spaniel                                        | 125          | Stöberhund (Gr. 8, Sektion 2)    |
| Hannoverscher Schweißhund                                       | 213          | Schweißhund (Gr. 6, Sektion 2)   |
| Bayerischer Gebirgsschweißhund                                  | 217          | Schweißhund (Gr. 6, Sektion 2)   |
| Alpenländische Dachsbracke                                      | 254          | Schweißhund (Gr. 6, Sektion 2)   |
| Deutscher Jagdterrier                                           | 103          | Erdhund (Gr. 3)                  |
| Foxterrier (Glatthaar)                                          | 12           | Erdhund (Gr. 3)                  |
| Foxterrier (Drahthaar)                                          | 169          | Erdhund (Gr. 3)                  |
| Parson Russell Terrier                                          | 339          | Erdhund (Gr. 3)                  |
| Teckel                                                          | 148          | Erdhund (Gr. 3)                  |
| Deutsche Bracke                                                 | 299          | Jagender Hund (Gr. 6, Sektion 1) |
| Westfälische Dachsbracke                                        | 100          | Jagender Hund (Gr. 6, Sektion 1) |
| Steirische Rauhhaarbracke                                       | 62           | Jagender Hund (Gr. 6, Sektion 1) |
| Brandlbracke                                                    | 63           | Jagender Hund (Gr. 6, Sektion 1) |
| Tiroler Bracke                                                  | 68           | Jagender Hund (Gr. 6, Sektion 1) |
| Beagle                                                          | 161          | Jagender Hund (Gr. 6, Sektion 1) |
| English Foxhound                                                | 159          | Meutehund (Gr. 6, Sektion 1.1)   |
| Français tricolore                                              | 219          | Meutehund (Gr. 6, Sektion 1.1)   |
| Français blanc et noir                                          | 220          | Meutehund (Gr. 6, Sektion 1.1)   |
| Slovensky Kopov                                                 | 244          | Jagender Hund (Gr. 6, Sektion 1) |
| Curly Coated Retriever                                          | 110          | Apportierhund (Gr. 8, Sektion 1) |
| Golden Retriever                                                | 111          | Apportierhund (Gr. 8, Sektion 1) |
| Flat-coated Retriever                                           | 121          | Apportierhund (Gr. 8, Sektion 1) |
| Labrador Retriever                                              | 122          | Apportierhund (Gr. 8, Sektion 1) |
| Chesapeake Bay Retriever                                        | 263          | Apportierhund (Gr. 8, Sektion 1) |
| Nova Scotia Duck Tolling Retriever                              | 312          | Apportierhund (Gr. 8, Sektion 1) |
| Russisch-Europäischer Laika (Russko-Evropeïskaïa Laïka)         | 304          | Laika (Gr. 5, Sektion 2)         |
| Ostsibirischer Laika (Vostotchno-Sibirskaïa Laïka)              | 305          | Laika (Gr. 5, Sektion 2)         |
| Westsibirischer Laika (Zapadno-Sibirskaïa Laïka)                | 306          | Laika (Gr. 5, Sektion 2)         |
| Black and Tan Coonhound                                         | 300          | Meutehund (Gr. 6, Sektion 1.1)   |
| Bloodhound                                                      | 84           | Meutehund (Gr. 6, Sektion 1.1)   |
| Grand Anglo-Français tricolore                                  | 322          | Meutehund (Gr. 6, Sektion 1.1)   |
| Harrier                                                         | 295          | Meutehund (Gr. 6, Sektion 1.2)   |
| Irish Red and White Setter                                      | 330          | Vorstehhund (Gr. 7)              |
| Welsh Springer Spaniel                                          | 126          | Stöberhund (Gr. 8, Sektion 2)    |